# Peninjau
Peninjau is een bestuurslaag in het regentschap Bungo van de provincie Jambi, Indonesië. Peninjau telt 2106 inwoners (volkstelling 2010).